# خیانت (فیلم ۱۹۵۴)
خیانت یا رکب خورده (انگلیسی: Betrayed) فیلمی آمریکایی در سبک درام است که در سال ۱۹۵۴ منتشر شد.

## بازیگران
- کلارک گیبل
- لانا ترنر
- ویکتور ماتیور
- لوئیس کالهرن
- نیل مک‌گینیس
- او. ئی. هاسه
- رولاند کالور
- ویلفرید هاید-وایت
- کارل یافه